# زنبق زرد
زنبق زرد (نام علمی: Iris flavescens) نام یک گونه از سرده زنبق است.